# Ibiapaba
Ibiapaba é um distrito do município brasileiro de Crateús, no interior do estado do Ceará. Segundo o censo demográfico de 2022, realizado pelo Instituto Brasileiro de Geografia e Estatística (IBGE), sua população era de 1 854 habitantes e havia 697 domicílios particulares permanentes ocupados.
De acordo com o IBGE, em 2010 a população era de 2 179 habitantes e havia 936 domicílios particulares.
Foi criado com o nome de Barrinha antes de 1920. Foi renomeado para Ibiapaba pela lei estadual nº 2.677 de 2 de agosto de 1929. Chegou a ser emancipado de Crateús pela lei estadual nº 6.926 de 18 de dezembro de 1963, incorporando também o distrito de Oiticica. No entanto, Ibiapaba retornou à categoria de distrito pela lei estadual nº 8.339 de 14 de dezembro de 1965.

## Etimologia
O nome do município é uma referência à serra da Ibiapaba. "Ibiapaba" é oriundo do termo tupi yby'ababa, que significa "terra fendida" (yby, terra +  'ab, cortar + aba, sufixo).